# 索拉什特拉

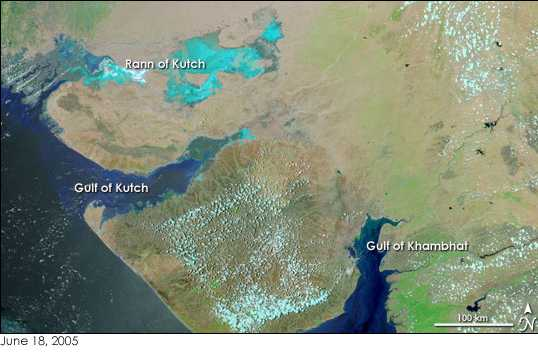
位於卡奇湾及肯帕德湾之間的萨乌拉施特拉。來自美国航空航天局地球观测站的衛星圖象。

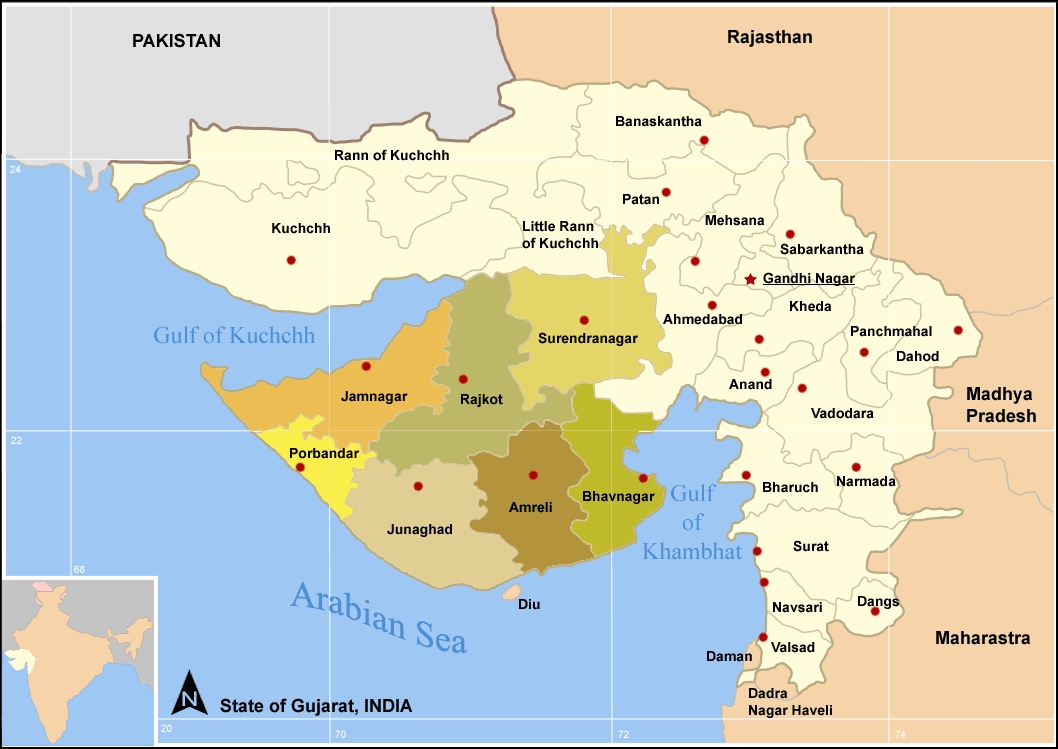
萨乌拉施特拉地区

萨乌拉施特拉（英語：Saurashtra），意譯作賢疆，亦譯作搜羅守多羅、叟罗史咤、苏罗室蹉国、梭羅史吒國，古稱娑羅蹉國（《大方等大集經》），为印度西部的一个地区，大致范围为卡提亞瓦半島（Kathiawar），地处古吉拉特邦西南部的阿拉伯海沿岸，西北临卡奇湾，东南临肯帕德湾，西南临阿拉伯海，北接卡奇沼泽地。此地乃寂天之故土。